# Ernolsheim-Bruche
Ernolsheim-Bruche là một xã thuộc tỉnh Bas-Rhin trong vùng Grand Est đông bắc Pháp.